# Născuți câștigători
Născuți câștigători (în engleză Born to Win) este o comedie neagră din 1971 regizată de Ivan Passer. 
Titlul filmului este o ironie amară la adresa dependenței de heroină. Personajul principal face eforturi disperate pentru a-și putea procura doza zilnică de drog. Mai mult, pentru a evita arestarea, devine informatorul poliției în legătură cu alți nefericiți ca și el.

## Distribuție
- George Segal – Jay Jay
- Paula Prentiss – Parm
- Karen Black – Veronica
- Hector Elizondo – Vivian
- Jay Fletcher – Billy Dynamite
- Robert De Niro – Danny
- Ed Madsen – Detectivul